# Parque Urbano do Bolaxa
O Parque Urbano do Bolaxa é um parque urbano situado no bairro do Bolaxa, no subdistrito do Cassino, no município de Rio Grande, estado do Rio Grande do Sul. O parque foi criado para fins de proteger as espécies e os ecossistemas do Arroio Bolaxa e seu entornos, bem como o uso público para atividades educacionais, de recreação e lazer.
Ele está integrado ao sistema APA da Lagoa Verde e possui uma área de 5 hectares, dividida em Zona de Conservação e Preservação Ambiental.
O local abriga espécies como corticeira e figueiras, além de diferentes espécies de orquídeas, diferentes espécies de aves — como o cardeal-do-banhado e a maria-faceira —, mamíferos — como a lontra e a capivara —, répteis — como o jacaré-do-papo-amarelo — e diferentes espécies de cobras.
A empresa Bunge Fertilizantes S.A. assumiu o compromisso, junto ao governo municipal e ao Ministério Público, de contratar o Projeto Arquitetônico do Parque Urbano do Bolaxa e de realizar o cercamento do mesmo.

## Projeto

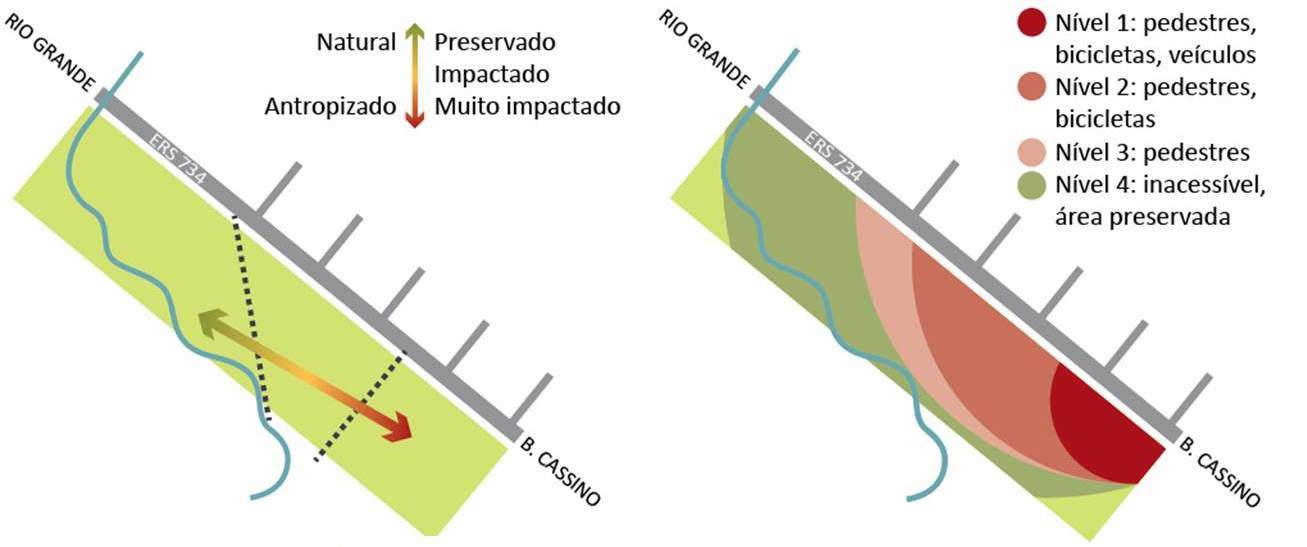
Projeto Parque Urbano do Bolaxa

O projeto do Parque Urbano do Bolaxa prevê a setorização do espaço em três grandes áreas que apresentam diferentes níveis de intervenção e uso, partindo do mais intensivo e chegando ao mais restrito:
- O nível 1, de uso diário e intensivo, se configura como o acesso do parque e é composto por guarita de controle, áreas de estacionamento para veículos particulares e ônibus de visitantes, além de recepcionar e orientar os usuários do espaço. Também conta com quiosques, playground, anfiteatro e com os prédios do Viveiro Educacional e do Centro de Visitação e Educação Ambiental.[3]
- No nível 2, de uso esporádico e extensivo, estão previstas intervenções bastante pontuais que buscam preservar ao máximo as características originais da vegetação desta área. Desta forma, foram projetados 5 espaços para piquenique com mobiliário básico além de uma trilha suspensa em madeira que segue ao longo das margens do arroio Bolaxa. Por iniciativa da própria SMMA, alguns pontos deste setor, principalmente os mais próximos ao curso d’água, já se encontram em fase de reflorestamento com espécies nativas.[3]
- Já o nível 3, configura-se como uma área de preservação permanente e, portanto, apresenta intervenções mínimas. Basicamente, está previsto no local a limpeza e delimitação de trilhas já existentes e a execução de uma torre de observação, com estrutura toda em madeira, onde os usuários poderão visualizar do alto toda extensão do parque e seu entorno imediato.[3]